# Ellen Allien

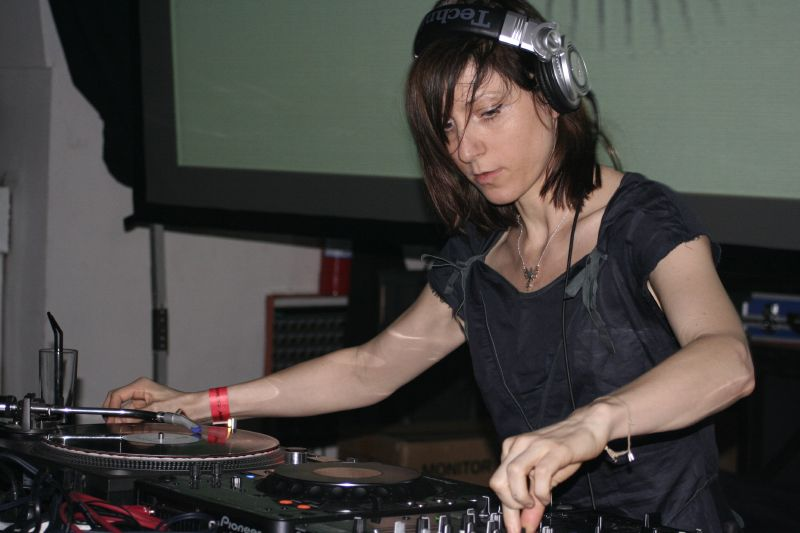
Ellen Allien, 2006

Ellen Allien (* 16. September 1968 in West-Berlin als Ellen Fraatz) ist eine Berliner Techno- und Electro-DJ, Musikproduzentin, Veranstalterin und Labelinhaberin von BPitch Control und UFO Inc.

## Leben
Allien wuchs in Berlin-Tempelhof als Tochter einer alleinerziehenden Mutter auf. Während ihrer Schulzeit absolvierte sie einen Austausch in England. Im Alter von 17 Jahren zog sie in ein besetztes Haus und begann eine Akrobatikausbildung. Nebenher arbeitete sie im Schöneberger Club Fischlabor, der von Dimitri Hegemann gegründet wurde.
Nach einem nicht beendeten Modedesignstudium kam Fraatz bei einem einjährigen Aufenthalt in London während des Second Summer of Love 1988 erstmals in Kontakt mit elektronischer Musik. Als sie nach Deutschland zurückkehrte, begann dort die „Techno-Welle“ und wenig später fiel die Mauer.
Sie lebte zu der Zeit in einem besetzten Haus in Schöneberg und arbeitete 1990 an der Bar im Fischlabor, der legendären Bar von Dimitri Hegemann, dem Gründer vom UFO ud Tresor. Dort kam sie in Kontakt mit vielen damals aktiven Berliner DJs wie Tanith, Rok, Mijk van Dijk und Paul van Dyk in Kontakt und begann eine Beziehung mit DJ und Musikproduzent Marcos Lopez (Marmion). Sie begann an seinen Turntables zu üben und 1991 im Fischlabor aufzulegen. 
Unter dem Namen Ellen Allien wurde sie später Resident-DJ in den Berliner Clubs Bunker, Tresor und E-Werk. 1993 hatte sie bei dem Radiosender Kiss FM ihre eigene Show und gründete 1995 ein eigenes Plattenlabel namens Braincandy. Von 1994 bis 1995 bespielte sie sonntäglich zusammen mit Tanith im Globus des Tresor die Afterhour-Veranstaltung Club the Rest. Das Label Braincandy gab sie nach der Schließung des E-Werks im Jahr 1997 auf, um es 1999 unter dem Namen BPitch Control Records weiter zu führen.
Die erste Veröffentlichung auf BPitch Control fand mit dem Album Stadtkind im Jahr 2001 statt. Musik von Sascha Funke, Paul Kalkbrenner und Toktok machte dieses Label in der Folgezeit weltweit bekannt.
2007 mixte Allien als erste Frau für die Fabric-Serie. Ein Jahr später erschien das Album Sool auf ihrem Label Bpitch Control. 2009 mixte sie die Watergate Vol.5 Compilation bei Watergate Records und begann mit der Arbeit für ihr neues Album Dust, welches am 21. Mai 2010 erschienen ist.
Danach arbeitete sie an der Musik für die Tanzperformance Drama Per Musica, die im März 2011 unter der Leitung von Alexandre Roccoli und Sevérine Rième in Paris uraufgeführt wurde. Das dazugehörige Album „LISm“ erschien 2013 und vereinte wie ihre DJ-Sets verschiedene musikalische Stile. Der Nachfolger „Nost“ setzte auf Abwechslung innerhalb des elektronischen Spektrums. Somit kehrte Allien zu ihren technoiden Underground-Wurzeln zurück und blieb damit drei Jahrzehnte ihren Dancefloor-Prinzipien treu.
2019 gründete Ellen Allien ihr neues Label UFO Inc. und feiert dies mit der Veröffentlichung ihrer eigenen EP Ufo.
Allien lebt in der Kastanienallee in Berlin-Prenzlauer Berg.

## Diskographie (Auswahl)

### Alben
- 2001: Stadtkind (BPC021)
- 2003: Berlinette (BPC065)
- 2004: Remix Collection (Remix-Album; BPC080)
- 2005: Thrills (BPC106)
- 2006: Orchestra Of Bubbles (with Apparat) (BPC125)
- 2008: Sool (BPC175)
- 2010: Dust (BPC217)
- 2013: LISm (BPC264)
- 2017: Nost (BPC330)
- 2019: Alientronic (BPX001)
- 2020: AurAA (BPX009)

### 12"
- 1995: Ellen Allien E.P. (Championsound)
- 1995: Yellow Sky Vol. II (MFS)
- 1997: Be Wild (Braincandy)
- 1997: Rockt Krieger (Braincandy)
- 2000: Last Kiss 99 EP (BPitch Control)
- 2001: Stadtkind (Remixes) (BPitch Control)
- 2002: Erdbeermund (BPitch Control)
- 2003: Alles Sehen (BPitch Control)
- 2003: Trashscapes (Remixes) (BPitch Control)
- 2004: Astral (BPitch Control)
- 2005: Magma (BPitch Control)
- 2005: Your Body Is My Body (BPitch Control)
- 2006: Down (Remixes) (BPitch Control)
- 2006: Just A Man/Just A Woman (Spectral Sound)
- 2007: Go (BPitch Control)
- 2007: Retina Remix (Motech)
- 2008: Ondu/Caress (BPitch Control)
- 2008: Out (BPitch Control)
- 2008: Sprung/Its (BPitch Control)
- 2010: Pump (BPitch Control)
- 2010: Flashy Flashy (BPitch Control)
- 2010: Our Utopie (BPitch Control)
- 2014: Free Nation (Ellen Allien & Thomas Muller) (BPitch Control)
- 2014: Freak (BPitch Control)
- 2015: High (BPitch Control)
- 2016: Turn Off Your Mind (BPitch Control)
- 2016: Landing XX (BPitch Control)
- 2018: Take A Stand (Nonplus)
- 2019: Ufo (UFO Inc.)
- 2019: La Música Es Dios (UFO Inc.)

### Mix-CDs
- 2001: Flieg mit Ellen Allien (BPitch Control)
- 2002: Weiss.Mix (BPitch Control)
- 2004: My Parade (BPitch Control)
- 2007: Fabric 34 (Ellen Allien) (Fabric London)
- 2007: The Other Side Of Berlin
- 2008: Boogy Bytes Vol.4 (BPitch Control)
- 2010: Watergate Vol. 5 (Watergate Records)
- 2011: On The Road Mix (BPitch Control) – Für die deutsche Ausgabe vom DJMag

### Remixes
- 1996: Gut-Humpe – Butterpump (Ellen Allien Mix)
- 1996: Gut-Humpe – Butter (Ellen Allien Dub)
- 2001: Malaria! – Eifersucht (Ellen Allien Remix)
- 2001: Miss Kittin & Goldenboy – Rippin Kittin (Ellen Allien Remix)
- 2001: PeterLicht – Die Transsylvanische Verwandte Ist Da (Ellen Allien Fun Maniac Mix)
- 2002: Covenant – Bullet (Ellen Allien „Flow Mix“)
- 2003: Apparat – Koax (Ellen Allien Remix)
- 2003: Barbara Morgenstern – Aus Heiterem Himmel (Ellen Allien Remix)
- 2003: OMR – The Way We Have Chosen (Ellen Allien Remix)
- 2003: Sascha Funke – Forms And Shapes (Ellen Allien Remix)
- 2003: Vicknoise – Chromosoma 23 (Ellen Allien Remix)
- 2004: Gold Chains – Let's Get It On (Ellen Allien Remix)
- 2004: Miss Yetti – Marguerite (Ellen Allien Mix)
- 2004: Neulander – Sex, God + Money (Ellen Allien Remix)
- 2004: George Thompson – Laid Back Snack Attack (Ellen Allien Via-Mix) (Crosstown Rebels)
- 2006: Audion – Just A Man (Ellen Allien Version) (Spectral Sounds)
- 2007: Beck – Cellphone's Dead (Ellen Allien Remix) (BPitch Control)
- 2007: Louderbach – Season 6 (Ellen Allien Away Remix)
- 2007: Safety Scissors – Where Is Germany And How Do I Get There (Ellen Allien Germany Remix)
- 2009: Uffie – Pop The Glock (Ellen Allien Bang The Glock Mix 2009)
- 2010: We Love – Hide Me (Ellen Allien Remix) (BPitch Control)
- 2011: Moderat – Seamonkey (Ellen Allien Remix) (BPitch Control)
- 2011: AUX 88 – Real To Reel (Ellen Allien Remix) (Puzzlebox Records)
- 2012: Telefon Tel Aviv – The Birds (Ellen Allien Remix) (BPitch Control)
- 2014: Shinedoe – Panomanic (Ellen Allien Remix) (Intacto Records)
- 2017: Skinnerbox – Gender (Ellen Allien Remix) (Turbo)
- 2017: Depeche Mode – Cover me (Ellen Allien U.F.O. Remix) (Mute Records)
- 2018: Mount Kimbie – T.A.M.E.D. (Ellen Allien U.F.O. Rmx) (Warp Records)
- 2019: Loco Dice – We're Alive (Ellen Allien About XX Remix) (Desolat)
- 2019: Shlømo – Mercurial Skin (Ellen Allien Remix) (Taapion Records)
- 2020: Amotik – Tetalis (Ellen Allien Remix) (AMOTIK)